# Traité de New Echota

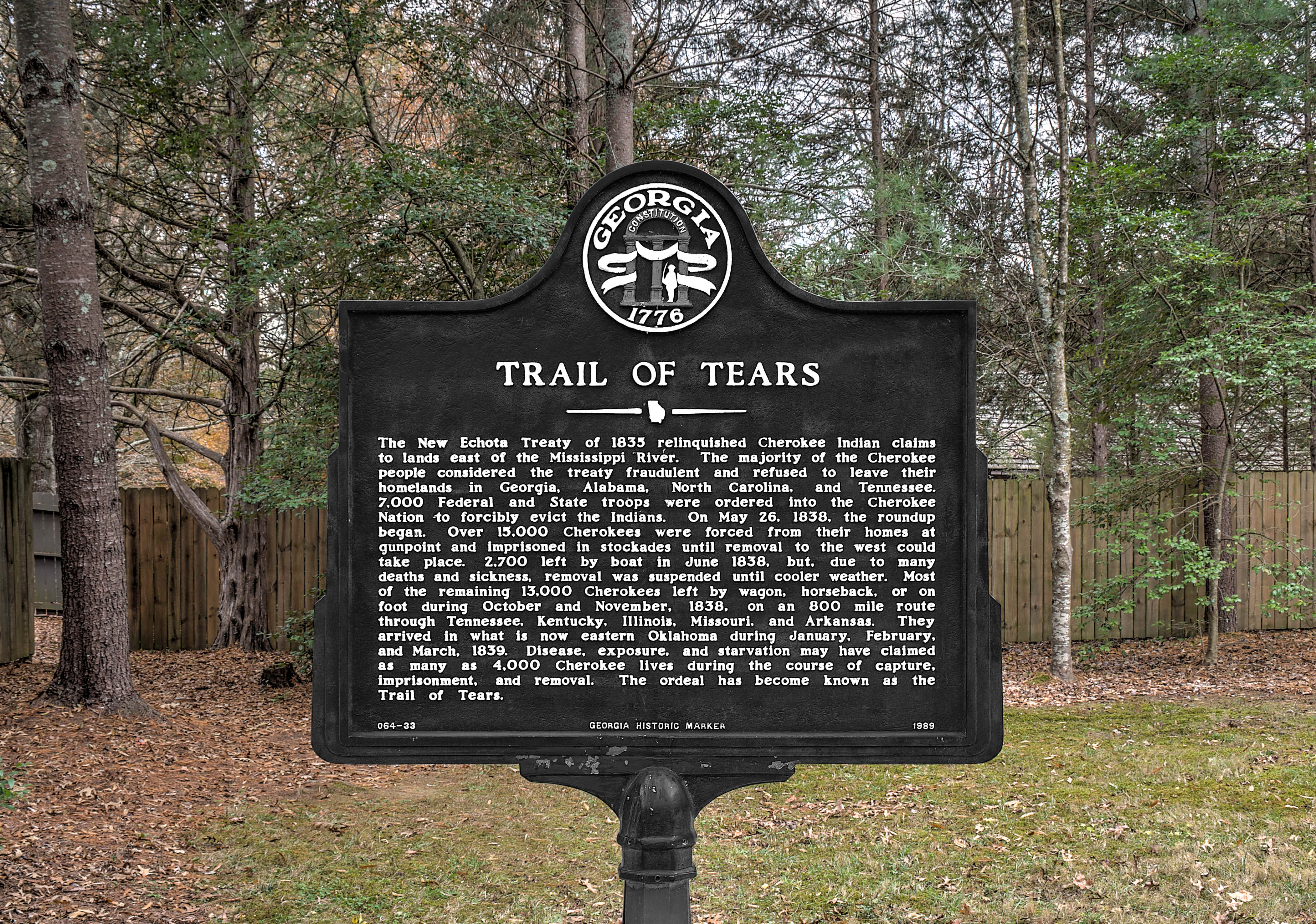
Mémorial du traité à New Echota.

Le traité de New Echota découle de l'Indian Removal Act voulu par le président Andrew Jackson en 1830. Il a été signé à New Echota en Géorgie le 29 décembre 1835 par des représentants du gouvernement des États-Unis et plusieurs membres de la faction Ridge de la nation Cherokee. Le traité a été promulgué le 23 mai 1836. La faction Ridge estimait que les Cherokees perdraient tôt ou tard leurs terres à l'est et que la déportation vers l'ouest était le seul moyen de préserver leur nation. Le traité prévoyait une indemnisation de 5 millions de dollars, la couverture des frais de déménagement et l'octroi de terres dans l'actuel Oklahoma en échange des terres à l'est du fleuve Mississippi.  

## Objections des Cherokees
Juste après la publication du traité, les représentants officiels de la nation Cherokee ont émis des objections sur la validité du traité. Le chef cherokee John Ross et l'assemblée de la communauté ont demandé au Sénat de ne pas ratifier le traité ce qui aurait entrainé son invalidation. Quoi qu'il en soit, le traité a été voté par simple vote en mai 1836. Ross a alors pris l'initiative de faire signer une pétition demandant au Congrès de renoncer au traité. Il a remis lui-même la pétition au Congrès au printemps 1838 ; elle comportait plus de 15 000 signatures.

## La déportation des Cherokees
La pétition a été ignorée par le président Martin Van Buren, qui peu après a commandé au général Winfield Scott de déplacer par la force tous les Cherokees vers l'ouest, alors même que le traité autorisait ceux qui le souhaitaient de rester à l'est. Cette action de Scott est connue sous le nom de la Piste des larmes. Plusieurs signataires du traité ont ensuite été assassinés dont Major Ridge, son fils John Ridge ainsi qu'Elias Boudinot. La nation Cherokee a connu 15 ans de guerre civile.